# Godfrey Morgan (1er vicomte Tredegar)
Godfrey Charles Morgan, 1er vicomte Tredegar (28 avril 1831 - 11 mars 1913) est un pair et officier de l'armée galloise.

## Biographie
Tredegar est né le 28 avril 1831 au Château de Ruperra, Glamorganshire, fils aîné de Charles Morgan (1er baron Tredegar) et de sa femme Rosamund Morgan (née Mundy), baronne Tredegar. Il fait ses études au Collège d'Eton et rejoint l'armée britannique en 1853.

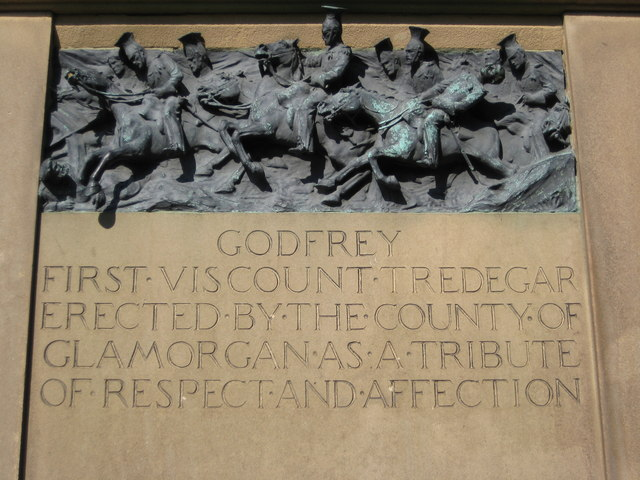
Inscription à Godfrey Morgan, le 1er vicomte Tredegar

Lorsque la guerre de Crimée éclate en 1854, Tredegar, âgé de 22 ans, est capitaine dans le 17th Lancers et accompagne son célèbre régiment sur les lieux de la bataille. Il participe à la Bataille de l'Alma et plus tard, le 25 octobre 1854, il commande une section de la brigade légère qui pénètre dans la « vallée de la mort » à la Bataille de Balaklava, à laquelle il survit. Le cheval de Godfrey, "Sir Briggs", a également survécu et a vécu au domicile de Tredegar House, Newport, Pays de Galles, jusqu'à sa mort à l'âge de 28 ans. Il est enterré dans le Cedar Garden à Tredegar House (mais pas avec tous les honneurs militaires comme on le croit souvent). Le monument s'y dresse encore aujourd'hui.
Plus tard, comme d'autres membres de la famille Morgan l'ont été dans le passé, il devient un bienfaiteur des habitants de Newport. De vastes étendues de terrain sont données à la Newport Corporation au profit du public, notamment le parc Belle Vue, le Royal Gwent Hospital et le Newport Athletics Grounds. Cela lui vaut le surnom de "Godfrey le Bon" parmi la population locale. Il sert comme haut shérif du Monmouthshire pour 1858. Tredegar succède à son père en tant que 2e baron Tredegar en 1875.

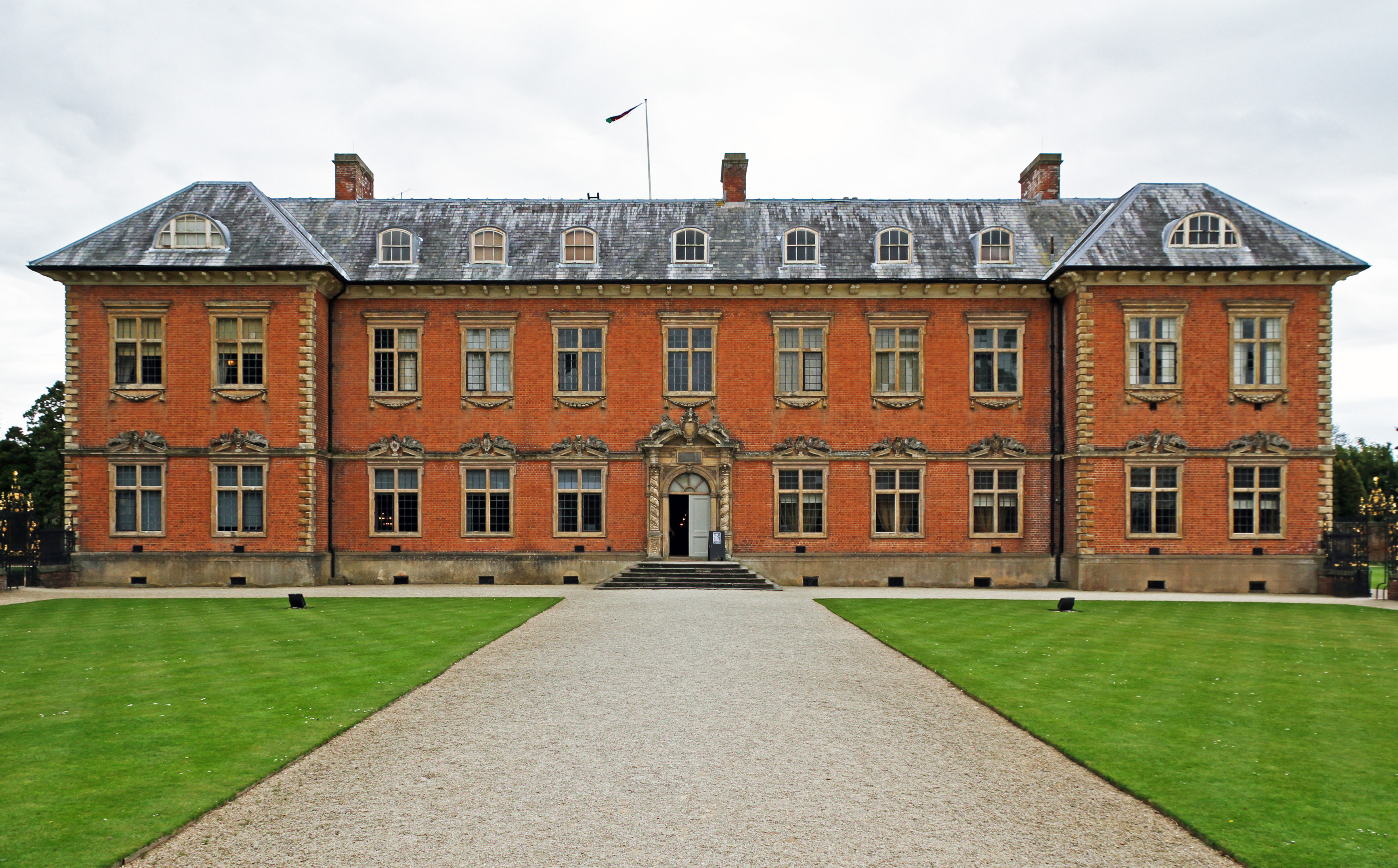
Tredegar House

En mai 1902, il achète les seigneuries du manoir de Newport et Caerleon au duc de Beaufort, notamment le droit de nommer un membre de la commission du port de Newport.
Il est créé vicomte Tredegar, de Tredegar dans le comté de Monmouth le 28 décembre 1905, et devient le premier Freeman de Newport en 1909.
Il reçoit la citoyenneté de la ville de Cardiff le 25 octobre 1909.

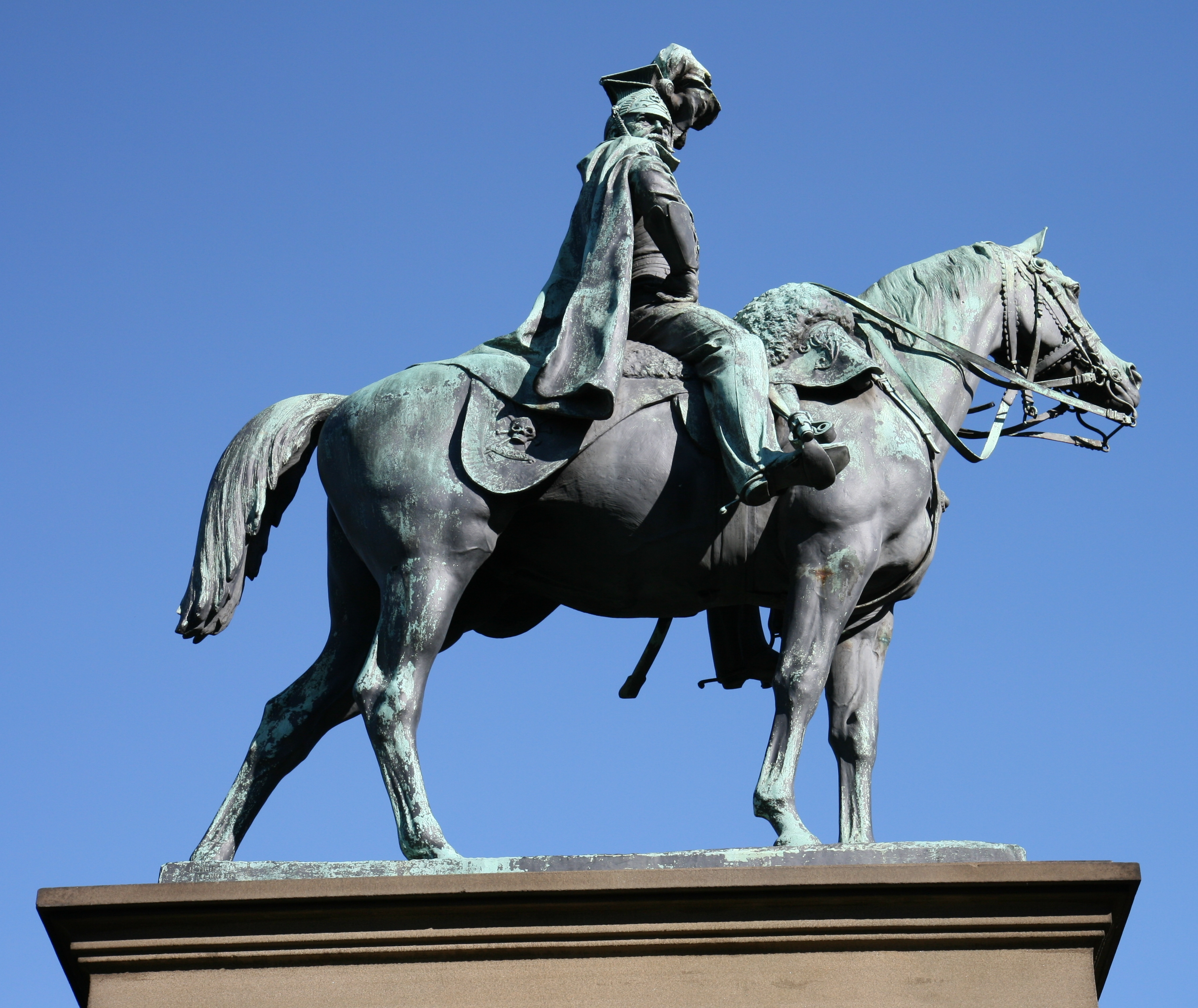
Sculpture à Cardiff par Sir William Goscombe John

Tredegar est décédé le 11 mars 1913 âge de 81 ans et est enterré à l'église paroissiale de Bassaleg. Il ne s'est jamais marié et à sa mort, la vicomté s'éteint et sa baronnie ainsi que le domaine de Tredegar passent à son neveu Courtenay Morgan, qui passe peu de temps au Pays de Galles.
Une statue du vicomte Tredegar, par Sir William Goscombe John, est dévoilée en 1909 à Gorsedd Gardens, Cathays Park, Cardiff.